# Das Alphabet des Juda Liva
Das Alphabet des Juda Liva ist ein 1995 im Ammann Verlag erschienener Roman von Benjamin Stein. Er greift die Legende vom Prager Rabbi Löw auf, der in Form einer Reinkarnation im Prag des ausgehenden 20. Jahrhunderts sein Unwesen treibt. Der Roman beginnt und endet in Berlin und spielt sonst größtenteils in Prag, kurze Episoden der geschilderten Familiengeschichten aber auch in Wien, Dresden und Budapest. Im März 2014 ist das Buch nach vollständiger Überarbeitung unter dem Titel Das Alphabet des Rabbi Löw neu erschienen.

## Entstehung und Veröffentlichung
Als Entstehungszeit vermerkt eine Notiz am Ende der Danksagung, die auf den Romantext folgt: „Berlin / Prag – 1991/92“ (S. 321). Bei seiner Teilnahme am Wettbewerb um den Ingeborg-Bachmann-Preis 1993 las Benjamin Stein den Prolog des Romans (im Buch S. 9–39). Erschienen ist er dann im August 1995 im Schweizer Ammann Verlag, gefolgt von einer Taschenbuchausgabe 1998 bei dtv.

## Aufbau

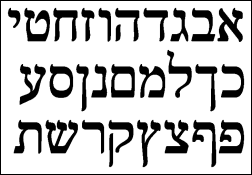
Hebräisches Alphabet in der Schrifttype Frank-Rühl (fünf der Buchstaben haben eine zweite Form, die am Wortende zum Einsatz kommt: ץ/צ ,ף/פ ,ן/נ ,ם/מ ,ך/כ)

Der Roman besteht aus einem Prolog, drei Hauptkapiteln und einem Epilog. Die Hauptkapitel sind in Unterkapitel gegliedert:
I. Die drei Mütter oder Von Engeln und anderen alltäglichen Dingen (10 Unterkapitel)
II. Die zwölf Einfachen oder Vom Bruch der Gefäße (4 Unterkapitel)
III. Die sieben Doppelten oder Die oberen und die unteren Städte (3 Unterkapitel)
Die in den Titeln genannten Mütter, Doppelten und Einfachen beziehen sich auf die Buchstabenkategorien nach dem Sefer Jetzira (3 + 12 + 7 ergeben insgesamt die 22 Buchstaben des hebräischen Alphabets). Die Teile des Buches korrespondieren unterschwellig mit den Bedeutungen und Wirkungsmöglichkeiten der jeweiligen Buchstabenkategorie.
Jedem Unterkapitel steht eine pointierte Kurzzusammenfassung voran, die aber oft erst nach der Lektüre des jeweiligen Kapitels voll verständlich ist.

## Inhalt
Die Handlung ist sehr komplex, reich an Figuren und spielt auf verschiedenen Zeit- und Wirklichkeitsebenen. Stein kombiniert realistisches Erzählen mit mystisch-kabbalistisch-surrealistischen Einschüben und verarbeitet dabei vor allem „die Buchstabendeutung und -kombinatorik des Sefer Yezirah und die aus den Genizah-Fragmenten rekonstruierten Hekhaloth-Texte des frühen Judentums“.
Im Prolog, der den Roman zusammen mit dem Epilog rahmt, lernt der zunächst nur passive Berkowicz in einem italienischen Restaurant in Berlin-Kreuzberg den verwahrlosten Jacoby kennen, der sich ihm und seiner Frau Sheary als Geschichtenerzähler anbietet. Jacoby wird angeheuert und erzählt von nun an jeden Dienstag die Geschichte von Alex Rottenstein und den drei Marková-Frauen (Großmutter Lydia, Mutter Mirijam, Tochter Eva). Sein Motto dabei, das auch aus poetologischer Sicht von Interesse ist: „Was ich erzähle, geschieht, nicht umgekehrt.“
Die Markovás, weibliche Seraphen, sind dazu verdammt, immer nur eine Nacht mit dem Vater ihrer Tochter zu verbringen. So schwängert Alex Rottensteins Großvater Max Lydia Marková, deren Tochter Mirijam wiederum mit ihrer Jugendliebe Jaroslav Vonka eine Nacht verbringt, aus der dann Eva Marková hervorgeht. Die Strafe der flüchtigen Väter ist es, bei lebendigem Leib zu verbrennen.
Nachdem der Judaistikstudent Alex Rottenstein, der als Deutschlehrer in Prag weilt, auf seine Cousine Eva trifft und sie während einer kurzen Affäre schwanger zurücklässt, wird auch er verflucht. Er wird zu Jiři Prochazka zitiert, der sich als reinkarnierter Rabbi Löw zu erkennen gibt, und unternimmt mit dem wieder zum Leben erweckten Golem in Gestalt des kleinen Jungens Jan Prochazka, „einem schmucken Wicht mit Stirnband“ (S. 43), eine Reise durch Raum und Zeit. Dabei muss Rottenstein mit ansehen, wie er selbst verbrennt, der Fluch der Marková-Frauen erfüllt sich auch bei ihm.
Er gelangt in die Unterstadt, wo er durch sieben Tore geleitet und vom Eijnsoph mit dem Namen Shabbatai Zwi Beth angesprochen wird, eine Anspielung auf den historischen Schabbtai Zvi: „Denn als Erwecker kommst du.“ (S. 278) Nach dieser Initiation findet er wieder in die Oberstadt und wird von Prochazka nach Jerusalem geschickt, womit die von Jacoby mitgeteilten Geschichten enden.
Danach übernimmt Berkowicz wieder das Erzählen. Von Jacoby waren nach dessen Flammentod Tonbänder auf ihn übergegangen, die er verschriftlicht hat, und nun muss er die Geschichte – den Roman, den er schreibt – zu einem Ende bringen. Berkowicz wird nun selbst Teil der Geschehnisse: Der Golem in Gestalt des Stirnbandknirpses lädt ihn zu einem Treffen mit Juda Löw ben Bezalel, der ihm seine Zeit zurückgeben möchte, das Dreivierteljahr, das er für das Schreiben des Romans gebraucht hat: „Sie haben uns erzählt, also gibt es uns. Sie sollen nicht leer ausgehen.“ (S. 297) Der Rabbi liefert das Ende der Geschichte. Berkowicz indessen hat Wahnvorstellungen und wird wie Jacoby in die Psychiatrie eingeliefert.

## Rezeption und Forschung
Der Roman erhielt vornehmlich positive, aber auch kritische Besprechungen. Schon sehr früh widmete sich die Germanistik dem Buch, etwa Nicola Bock-Lindenbeck in ihrer 1999 erschienenen Dissertation über den Mythos in der deutschen Gegenwartsliteratur.
Jonathan Safran Foers Roman „Alles ist erleuchtet“ (2002, dt. 2003), der einige Jahre nach dem „Juda Liva“ erschienen ist, erinnert in einigen Zügen stark an seinen Vorgänger, vor allem in der über mehrere Generationen erzählten jüdischen Familiengeschichte. Diese wird bei Foer aber in einem osteuropäischen Schtetl des späten 18. Jahrhunderts angesiedelt, nicht wie bei Stein in der Tschechoslowakei des 20. Jahrhunderts.

## Rezensionen des Romans (1995/1996)
- Alfred J. Schmidt: Der Sinn des Wahnsinns. In: Der Standard, 4. August 1995.
- Ruth Klüger: Der Golem schmatzt. In: FAZ, 15. August 1995.
- Edwin Hartl: Das ABC des Phantastischen. In: Die Furche, 14. September 1995.
- Daniel Rothenbühler: Verflachte Wunder, verzwicktes Erzählen. In: taz, 29. September 1995.
- Bernhard Fetz: Viel Staub um Golem. In: Die Presse, 30. September 1995.
- Andreas Schäfer: Leere Spiegel. In: Süddeutsche Zeitung, 11. Oktober 1995.
- Irmtraud Gutschke: Dunkel war der Rede Sinn. In: Neues Deutschland, 13. Oktober 1995.
- Thomas Feibel: Von der Wiederkehr des Golems unter den Touristen. In: Frankfurter Rundschau, 14. Oktober 1995.
- Erika Achermann: Groteske statt Grauen. In: Tages-Anzeiger, Beilage Züri-Tip, 17.–23. November 1995.
- Tobias Heyl: Wunderrabbi mit etwas Kitsch. In: Die Weltwoche, 23. November 1995.
- Jörg Plath: Rabbi Löw ersteht wieder auf. In: Berliner Zeitung, 21. Dezember 1995. (online)
- Volker Kaukoreit: Feuerzauber. In: NZZ, 2. Februar 1996.
- Ute Grundmann: Rabbi Löw in Jeans. In: Rheinischer Merkur, 9. Februar 1996.
- Ernest Wichner: Von Engeln und anderen ziemlich alltäglichen Dingen. In: Basler Zeitung, 1. März 1996.
- Jörg Plath: Geheimnis der Namen. In: Deutsches Allgemeines Sonntagsblatt, 8. März 1996. (textgleich mit seiner Rezension für die Berliner Zeitung)
- Thomas Kraft: Im Labyrinth. In: Stuttgarter Zeitung, 15. März 1996.
- Volker Ladenthin: Jeder Buchstabe ist ein Zweiundzwanzigstel der Welt. (Über „Das Alphabet des Juda Liva“ und Ingo Schulzes „33 Augenblicke des Glücks“.) In: neue deutsche literatur 44 (1996), Heft 1, S. 163–166.

## Ausgaben
- Benjamin Stein: Das Alphabet des Juda Liva. Roman. Zürich: Ammann 1995. ISBN 3-250-10272-5.
- Benjamin Stein: Das Alphabet des Juda Liva. Roman. München: Deutscher Taschenbuch Verlag 1998. ISBN 3-423-12431-8.
- Benjamin Stein: Das Alphabet des Rabbi Löw. Roman. Berlin: Verbrecher Verlag 2014. ISBN 978-3-943167-79-5.

## Forschungsliteratur
- Nicola Bock-Lindenbeck: Vom Mißbrauch der Buchstaben. Benjamin Steins „Das Alphabet des Juda Liva“. In: Dies.: Letzte Welten – Neue Mythen. Der Mythos in der deutschen Gegenwartsliteratur. Köln; Weimar; Wien: Böhlau 1999. S. 231–249.
- Barbara Oberwalleney: Heterogenes Schreiben. Positionen der deutschsprachigen jüdischen Literatur (1986–1998). München: Iudicium 2001.
- Leslie Morris; Karen Remmler: Introduction. In: Dies. (Hrsg.): Contemporary Jewish Writing in Germany. An Anthology. Lincoln: University of Nebraska Press 2002. (vgl. dazu das Statement des Autors)
- Cathy S. Gelbin: Das Monster kehrt zurück. Golemfiguren bei Autoren der jüdischen Nachkriegsgeneration. In: Eva Kormann; Anke Gilleir, Angelika Schlimmer (Hrsg.): Textmaschinenkörper. Genderorientierte Lektüren des Androiden. (= Amsterdamer Beiträge zur neueren Germanistik, Band 59.) Amsterdam; New York: Rodopi 2006. S. 145–159, hier S. 147–150.
- Dorothee Gelhard: Mit dem Gesicht nach vorne gewandt. Erzählte Tradition in der deutsch-jüdischen Literatur. Wiesbaden: Harrassowitz 2008.